# Жаров, Александр Александрович
Алекса́ндр Алекса́ндрович Жа́ров (род. 11 августа 1964, Челябинск, РСФСР, СССР) — российский государственный деятель. Генеральный директор АО «Газпром-Медиа Холдинг» с 24 марта 2020 года.
Руководитель Роскомнадзора (2012—2020). Заместитель министра связи и массовых коммуникаций России (2008—2012). Действительный государственный советник Российской Федерации 1-го класса (2008).
Из-за российско-украинской войны находится под персональными санкциями Великобритании, Австралии, США, Канады, Украины и Новой Зеландии.

## Биография
В 1987 году окончил Челябинский медицинский институт (ныне Южно-Уральский государственный медицинский университет) по специальности «врач-анестезиолог и реаниматолог».
С 1987 по 1996 год работал врачом в Челябинской областной клинической больнице № 1. В это же время был ассистентом кафедры патологической физиологии Челябинского госмединститута. В 1997 году переехал в Москву, где до 1998 года работал обозревателем, затем заместителем главного редактора журнала «Семейный доктор: практические советы по медицине».
В 1998—1999 годах — советник председателя правления РИА «Вести» (ныне РИА «Новости») Алексея Волина. С 1999 по 2004 год — помощник по связям с общественностью, пресс-секретарь министра здравоохранения России Юрия Шевченко. В 2004—2006 годах — помощник, пресс-секретарь председателя правительства России Михаила Фрадкова.
С 2001 по 2005 год на телеканале «Россия» вёл телепередачу «Здоровье и жизнь» (в 2002 году переименованную в «Студия Здоровье»). В 2005 году в телепередачу пришла новая телеведущая — Ирина Чукаева, после чего Жаров ушёл из неё. В 2006—2007 годах — замгендиректора ВГТРК.
В январе 2004 года в Федеральном научном центре гигиены имени Ф. Ф. Эрисмана защитил кандидатскую диссертацию на тему «Медико-гигиенические основы формирования здорового образа жизни в Российской Федерации».
В 2006 году окончил юридический факультет Российской академии государственной службы при президенте России.

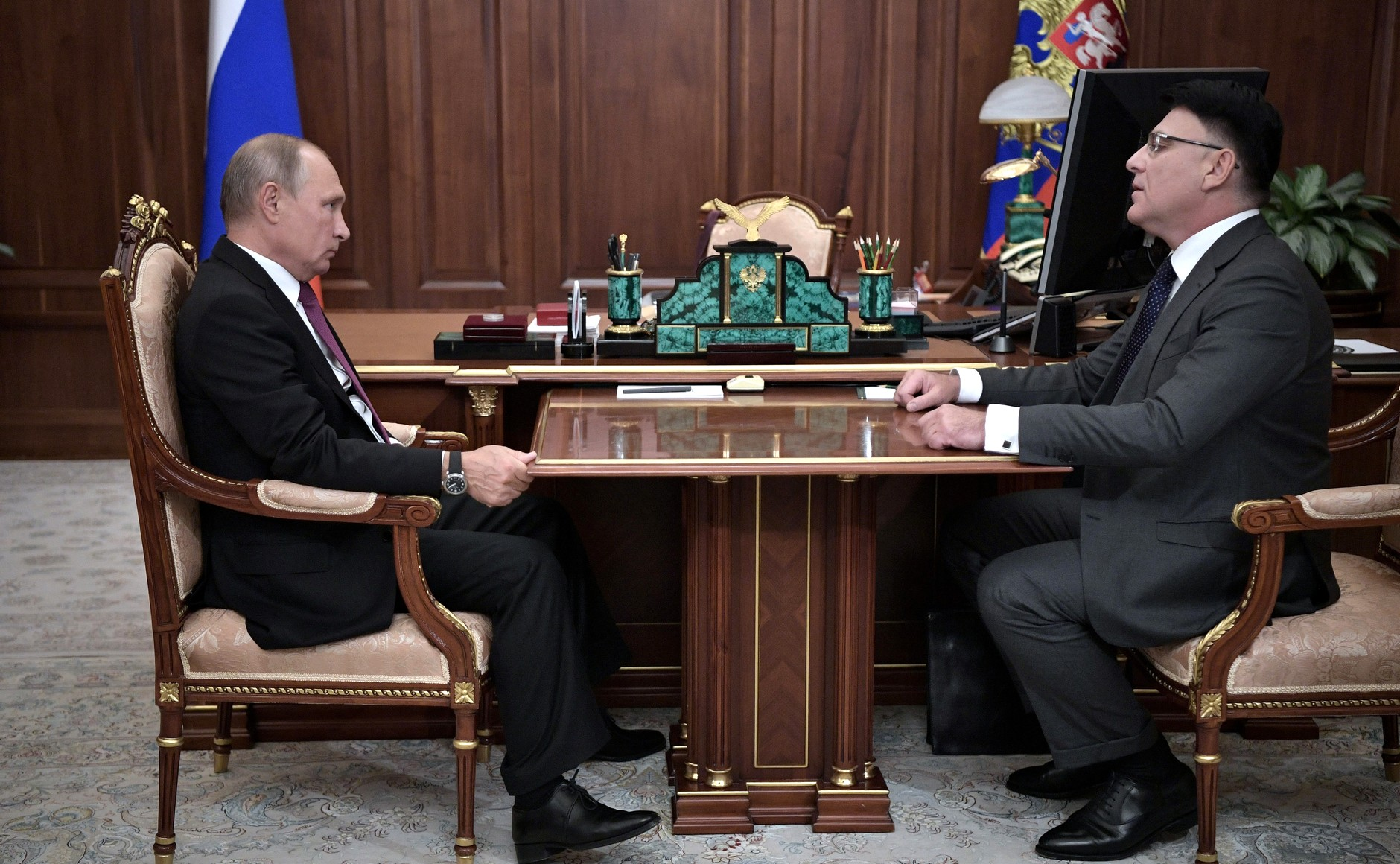
Рабочая встреча с Президентом России Владимиром Путиным,
24 сентября 2018 года

С октября 2007 по июнь 2008 года Жаров занимал должность руководителя Департамента пресс-службы, информации и протокола правительства России. В июне же был назначен заместителем министра связи и массовых коммуникаций России Игоря Щёголева, отвечавшим за направление государственной политики в области СМИ. Оставил эту должность в мае 2012 года. В июне 2010 года был избран членом совета директоров ОАО «Первый канал».
С января 2008 года — действительный государственный советник Российской Федерации 1 класса.
В мае 2012 года Александр Жаров назначен руководителем Роскомнадзора.
16 апреля 2019 года Александр Жаров дал социальной сети Facebook девять месяцев для локализации данных российских пользователей на территории РФ.
23 марта 2020 года был освобожден от должности распоряжением премьер-министра страны.
С 24 марта 2020 года — генеральный директор акционерного общества «Газпром-Медиа Холдинг» и председатель Совета директоров ТНТ.
В 2024 году вошёл в Совет при президенте Российской Федерации по культуре и искусству.

## Награды
В сентябре 2010 года был награждён орденом Почёта «за активное участие в подготовке и проведении мероприятий, посвящённых 65-летию Победы в Великой Отечественной войне 1941—1945 годов».
В ноябре 2012 года был удостоен ведомственной медали Росстата «За заслуги в проведении Всероссийской переписи населения 2010 года»
В мае 2014 стал кавалером ордена «За заслуги перед Отечеством» IV степени «за высокий профессионализм и объективность в освещении Аннексии Крыма Российской Федерацией».
В июле 2024 году награждён орденом «За заслуги перед Отечеством» III степени «за большой вклад в развитие средств массовой информации и многолетнюю добросовестную работу».
Награжден Орденом Александра Невского, является лауреатом Национальной премии бизнес-коммуникаций и членом Координационного комитета Президентского фонда культурных инициатив.

## Взгляды
Интернет-пользователи знают, что анонимизация и псевдонимизация стали нормой в Сети, считает Александр Жаров. Понимая, что их нельзя идентифицировать, эти пользователи нередко переходят моральные, этические и правовые границы, которые они никогда не позволили бы себе перейти в реальной жизни.
По мнению Жарова, клеймение закоренелых преступников на манер графини де ла Фер (Миледи), у которой было клеймо в виде лилии на плече, является действенной мерой социальной защиты. Поскольку для той женщины было критично, чтобы её лилию никто не видел, соответственно, считает он, следует делать наоборот. В частности, обязательно указывать, что ИГИЛ запрещённая в России организация, а не «исламское государство», как зашифровано в её аббревиатуре. Такое указание меняет восприятие аудитории, «эффект пропагандистской мантры теряется».
Регулирующие Интернет российские законы, вступившие в силу за первую половину 2010-х годов, в целом выполняют основные возложенные на них функции, они работают, считает Александр Жаров. И, хотя при принятии каждого из них в СМИ и обществе всякий раз высказываются мнения, что это приведёт к интернет-цензуре, дальнейшая практика показывает, по мнению Жарова, беспочвенность таких опасений — законы есть, а цензуры в России по-прежнему нет. Примерно 80 % законодательных инициатив, связанных с блокировкой сайтов, не реализуются.
Жаров считает очевидным, что никакая блокировка не сможет уничтожить находящуюся в Сети запрещённую информацию, такова природа вещей, однако государству вполне по силам максимально затруднить случайный доступ к ней тех, кто её не ищет целенаправленно. В этом и состоит основная задача Роскомнадзора как регулятора. При этом сравнения с китайским «Золотым щитом» поверхностны, полагает Жаров: в России реализуется в корне иной принцип развития — не создание стены от внешнего мира, а точечные блокировки источников социально опасного контента.
Александр Жаров убеждён: России нужна собственная национальная программная платформа, сервисы — в частности, и интернет-мессенджер. Последний необходим как часть политики импортозамещения для отражения национальной идентичности, поскольку такой мессенджер должен будет использовать особенности русского языка. Уже в настоящее время, по данным Жарова, русскоязычными сервисами пользуются около 300 млн человек в мире.
По мнению Жарова, в блокировках сайтов по IP, когда из-за одного сайта-злоумышленника доступ ограничивается заодно и ко всем сайтам, расположенным на одном с ним IP-адресе, большой проблемы нет, она раздута, так как сменить этот адрес можно очень быстро. Он утверждает, что понимает, что некоторых сайтовладельцев задевает сам факт блокировки, но указывает, что Роскомнадзор стабильно выигрывает суды по таким претензиям, так как доказывает, что серьёзного ущерба бизнесу при IP-блокировке не наносится. Педалирование же описанной проблемы, чем занимается, например, «Пиратская партия России» — это просто политпиар, полагает Александр Жаров.
Александр считает, что в действиях крупных мировых социальных сетей по блокированию или неблокированию аккаунтов должна присутствовать логика, но признаёт, что не может понять критериев этих сервисов, и поэтому терпеливо переписывается с их владельцами, иногда достигая успеха, иногда нет. В то же время иных способов воздействия на злоумышленников, размещающих там свои сообщения, у Роскомнадзора немного, поэтому Жаров убеждён: нет иного пути, кроме угроз блокировкой всей соцсети.

Александр Жаров:
Каратель наказывает невинных, а Роскомнадзор наказывает виновных. К сожалению, такая функция у нас есть, и если мы не будем её исполнять, то грош цена надзорной службе.
— Винокурова, Е. «Каратель наказывает невинных, а Роскомнадзор — виновных». — Znak.com, 27 апреля 2015 года.

## Санкции
6 апреля 2018 года включён в санкционный «Кремлёвский список» США в числе 17 чиновников и 7 бизнесменов из России, приближённых к В. Путину.
15 марта 2019 года Канада ввела санкции против ряда лиц, включая Жарова из-за «агрессивных действий» России в Черном море и Керченском проливе, а также из-за аннексии Крыма.
31 марта 2022 года, на фоне нападения России на Украину, Великобритания внесла Жарова в санкционный список пропагандистов, отмечая что «дезинформация является частью кремлевской стратегии и используется режимом Путина, чтобы скрыть правду о его несправедливом вторжении».
15 января 2023 года Жаров внесён в санкционный список Украины так как он «владеет телеканалом НТВ, который часто критикует украинский суверенитет и утверждает, что Киев совместно с США разработал биологическое оружие».
Также, за причастность к распространению дезинформации, находится под санкциями Австралии и Новой Зеландии.

## Частная жизнь

### Увлечения
Александр Жаров владеет английским и французским языками. В социальные сети Интернета регулярно заходит, читает их, но сам там ничего не пишет, так как «не считает для себя правильным быть внутри этого» и «должна быть чистота жанра». Активно пользуется «Википедией», несколькими мессенджерами, а также новостными агрегаторами, в частности, от «Яндекса». При необходимости знакомится с англо- и франкоязычными лентами информационных агентств.
Утверждает, что читает много книг, смотрит фильмы артхаус, слушает блюз-рок, кантри и фолк-музыку, иногда классику, как российскую, так и иностранную. Увлекается изобразительным искусством, особенно голландской живописью и итальянцами периода кватроченто, а также русским реализмом рубежа XIX—XX веков, русскими импрессионистами того же периода. Любит Русский музей, Третьяковскую галерею, старается ходить по музеям, хотя путешествовать вне командировок почти не успевает.

### Семья
Женат, имеет шестерых детей. Считает детей своим хобби.
Согласно опубликованным на официальном сайте Минкомсвязи сведениям об имуществе и доходах, годовой заработок Александра Жарова в 2014 году составил 4,7 млн рублей, а его супруги — 19,8 млн (включая доход от продажи недвижимости, как записано). В этом же году в собственности Жарова находились автомобиль Toyota Land Cruiser, три земельных участка (2677, 869 и 644 м²), два жилых дома (320,5 и 137,5 м²) и, в совместном владении с женой и двумя детьми, квартира 174,1 м². Кроме того, в пользовании жены находятся ещё два земельных участка (2661 и 878 м²).
Годом ранее заработок Александра Жарова составлял 3,8 млн рублей, а в 2012 году — 3,1 млн. Супруга Жарова за 2013 год заработала 26,3 млн и приобрела пять небольших квартир площадью от 37 до 47 м². Как указали в Роскомнадзоре, она занимается индивидуальным предпринимательством, а эта недвижимость была куплена в инвестиционных целях с привлечением заёмных банковских средств.

### Доходы
В июле 2014 года CNews опубликовал, со ссылкой на декларацию доходов от 2013 года, информацию о доходах супруги Жарова, которые значительно превышают его собственные. Супруга заработала ~26 миллионов рублей «от аренды квартиры и продажи квартир», при этом не раскрывая сферу своей деятельности более подробно. Супруга Жарова Евгения, если ориентироваться на её стаж, до 2011 года трудилась школьным учителем и работала в РИА «Новости», её годовой доход тогда не превышал 720 тысяч рублей, во время работы её мужа в РКН она почти одновременно купила, а потом постепенно продала 20 квартир в Химках и земельный участок под Петербургом под постройку большого жилого комплекса. Сделки с одними только квартирами могли принести семье Жаровых до 200 миллионов рублей.
Согласно изданию «Агентство», за неполные 10 месяцев 2020 года Жаров заработал не менее 299 миллионов рублей (чуть менее 1 миллиона рублей в день), в то время как в Роскомнадзоре его среднегодовой доход не выходил за пределы 4,5 млн рублей.
Летом 2021 года на его супругу был оформлен земельный участок в 45 соток и 846-метровый дом с 278-метровым гаражом в коттеджном поселке «Павлово» близ деревни Веледниково Истринского района Подмосковья. Это закрытый поселок с очень дорогими домами, собственным «премиальным фитнес-центром», гольф-клубом и концертной площадкой. Стоимость сопоставимых коттеджей в этом поселке начинается от 300 миллионов рублей и может достигать 760 миллионов.
В 2025 году сын Жарова стал жертвой телефонных мошенников, выманивших у него 65 миллионов рублей. 

### Кража переписки
В марте 2015 года группа хакеров, известная как «Анонимный интернационал», выложила в Сеть около 40 тыс. SMS-сообщений, выкачанных, предположительно, с мобильного телефона Тимура Прокопенко, отвечавшего за Интернет в администрации президента России, в том числе его переписку с тем, кого хакеры идентифицируют как Александра Жарова. Если верить опубликованному, чиновники, в числе прочего, обсудили блокировки групп украинских националистов «ВКонтакте» и националистического сайта «Спутник и погром». Другой собеседник Прокопенко — гендиректор РБК Николай Молибог — позже подтвердил подлинность опубликованной переписки в своей части.
В апреле 2015 года этот же «Анонимный интернационал» обнародовал более 1,9 тыс. писем объёмом более 300 МБ из добытой путём взлома электронной почты переписки, предположительно принадлежащей самому Александру Жарову. В ней содержатся письма предположительного авторства мультимиллионера Константина Малофеева, замглавы Роскомнадзора Максима Ксензова, гендиректора радиостанции «Эхо Москвы» Михаила Дёмина, директора по энергетическому бизнесу компании «Русал» Павла Ульянова и др.

### Диссернет
Фигурант диссернета, как автор диссертации с масштабными заимствованиями.